# Jack Toomay
John Crawford "Jack" Toomay (nacido el 9 de agosto de 1922 en Ontario, California y fallecido el 12 de marzo de 2008 en Carlsbad, California) fue un jugador de baloncesto y militar estadounidense que disputó tres temporadas entre la BAA y la NBA. Con 1,98 metros de estatura, jugaba en la posición de ala-pívot.

## Trayectoria deportiva

### Universidad
Su andadura universitaria transcurrió en los Tigers de la Universidad del Pacífico, siendo el primer jugador de la universidad en llegar a jugar en la NBA.

### Profesional
Tras regresar de la Segunda Guerra Mundial, fichó por los Chicago Stags de la BAA, quienes lo traspasaron mediada la temporada a los Providence Steamrollers, con los que jugó sus mejores partidos como profesional, promediando 10,9 puntos por partido.
Al año siguiente fichó por los Washington Capitols, quienes lo despidieron tras dos meses de competición. Poco después, fichó como agente libre por los Baltimore Bullets, con los que acabó la temporada promediando 3,3 puntos por partido.
En 1949 fichó por los originales Denver Nuggets, con los que jugaría la única temporada del equipo en la NBA, promediando 9,6 puntos y 1,5 asistencias por partido.

#### Estadísticas en la BAA y la NBA

##### Temporada regular
| Temporada | Edad | Equipo                  | Liga  | P   | TIT | MIN | TC  | TCA  | %TC  | 3P | 3PA | %3P | TL  | TLA | %TL  | R.OF. | R.DEF. | REB | ASIS | ROB | TAP | PER | FP  | PTS  |
| 1947-48   | 25   | TOTAL                   | BAA   | 33  |     |     | 1.8 | 5.8  | .319 |    |     |     | 1.8 | 2.8 | .659 |       |        |     | 0.2  |     |     |     | 2.2 | 5.5  |
| 1947-48   | 25   | Chicago Stags           | BAA   | 19  |     |     | 0.5 | 2.5  | .191 |    |     |     | 0.6 | 1.1 | .550 |       |        |     | 0.1  |     |     |     | 1.2 | 1.5  |
| 1947-48   | 25   | Providence Steamrollers | BAA   | 14  |     |     | 3.7 | 10.3 | .361 |    |     |     | 3.5 | 5.1 | .690 |       |        |     | 0.4  |     |     |     | 3.5 | 10.9 |
| 1948-49   | 26   | TOTAL                   | BAA   | 36  |     |     | 0.9 | 2.3  | .381 |    |     |     | 1.0 | 1.5 | .679 |       |        |     | 0.3  |     |     |     | 1.8 | 2.8  |
| 1948-49   | 26   | Washington Capitols     | BAA   | 13  |     |     | 0.6 | 1.6  | .381 |    |     |     | 0.7 | 0.9 | .750 |       |        |     | 0.1  |     |     |     | 1.2 | 1.9  |
| 1948-49   | 26   | Baltimore Bullets       | BAA   | 23  |     |     | 1.0 | 2.7  | .381 |    |     |     | 1.2 | 1.8 | .659 |       |        |     | 0.5  |     |     |     | 2.1 | 3.3  |
| 1949-50   | 27   | Denver Nuggets          | NBA   | 62  |     |     | 3.3 | 8.3  | .397 |    |     |     | 3.0 | 4.3 | .705 |       |        |     | 1.5  |     |     |     | 3.4 | 9.6  |
| Total     |      |                         | TOTAL | 131 |     |     | 2.3 | 6.0  | .376 |    |     |     | 2.2 | 3.1 | .691 |       |        |     | 0.9  |     |     |     | 2.7 | 6.7  |
|           |      |                         | BAA   | 69  |     |     | 1.3 | 4.0  | .338 |    |     |     | 1.4 | 2.1 | .667 |       |        |     | 0.3  |     |     |     | 2.0 | 4.1  |
|           |      |                         | NBA   | 62  |     |     | 3.3 | 8.3  | .397 |    |     |     | 3.0 | 4.3 | .705 |       |        |     | 1.5  |     |     |     | 3.4 | 9.6  |

##### Playoffs
| Temporada | Edad | Equipo            | Liga | P | TIT | MIN | TC  | TCA | %TC  | 3P | 3PA | %3P | TL  | TLA | %TL  | R.OF. | R.DEF. | REB | ASIS | ROB | TAP | PER | FP  | PTS |
| 1948-49   | 26   | Baltimore Bullets | BAA  | 1 |     |     | 1.0 | 5.0 | .200 |    |     |     | 5.0 | 7.0 | .714 |       |        |     | 0.0  |     |     |     | 6.0 | 7.0 |
| Total     |      |                   | BAA  | 1 |     |     | 1.0 | 5.0 | .200 |    |     |     | 5.0 | 7.0 | .714 |       |        |     | 0.0  |     |     |     | 6.0 | 7.0 |

## Carrera militar
Durante la Segunda Guerra Mundial, al no poder servir como piloto debido a su estatura, fue oficial de comunicaciones, comandando un destacamento aislado en Groenlandia. Tras su paso por el baloncesto profesional, participó en la Guerra de Corea, y entre 1972 y 1979, estuvo destinado en el Pentágono, donde trabajó en la planificación estratégica del sistema y el espacio y ayudó a formular los proyectos nucleares de misiles y otros sistemas de defensa.